# 류사눌
류사눌(柳思訥, 1375년 ~ 1440년 6월 20일)은 조선 전기의 문신으로, 본관은 문화(文化), 자는 이행(而行)이다. 류관(柳寬)의 조카이다.

## 생애
일찍 부모를 여의고 숙부인 류관(柳寬)의 집에서 성장했다.
1393년(태조 2) 식년 문과에 동진사(同進士)로 합격하였고, 1407년(태종 7) 문과 중시에 병과로 급제하였다.
1422년(세종 4) 강원도관찰사를 지내고, 이듬해 경기도관찰사로서 중군동지총제(中軍同知摠制)를 역임하였다.
1428년(세종 10) 한성부윤을 거쳐 예문관대제학이 되었으며, 1430년(세종 12) 악학제조(樂學提調)로서 맹사성(孟思誠)·박연(朴堧) 등과 함께 악학을 정비하였다.
1435년(세종 17) 판한성부사(判漢城府事), 1438년(세종 20) 중추원부사(中樞院副使)를 거쳐 이듬해 다시 예문관대제학이 되었으며, 또 그 이듬해 졸했다. 향년 66세.
시호는 문숙(文肅)이다.

## 작품
- 《아악보》 (雅樂譜) - 박연과 함께 만들었음
- 《용흥가》(龍興歌)
- 《진작가사》(嗔雀歌辭)

## 관련 문화재
- 류사눌 묘 - 인천광역시 기념물 제5호